# Lac de Sanabria
Le lac de Sanabria (Lago de Sanabria) est un lac situé dans la province de Zamora en Espagne. Avec une superficie de 368 ha, c'est le plus grand lac glaciaire de la péninsule Ibérique.